# (932) Hooveria
(932) Hooveria ist ein Asteroid des Hauptgürtels, der am 23. März 1920 von Johann Palisa entdeckt wurde.
Der Asteroid wurde nach Herbert Hoover, dem US-Präsidenten von 1929 bis 1933, benannt.